# 모가디슈 전투 (1993년)
모가디슈 전투(1993년 10월 3일 ~ 10월 4일) 혹은 제1차 모가디슈 전투는 소말리아 민병대를 지도하는 모하메드 파라 아이디드의 민병대와 소말리아 내 국제연합 소말리아 작전 II에 지원받은 미국 사이에 소말리아의 수도 모가디슈에서 벌어진 전투였다. 고딕 서펀트 작전(Operation Gothic Serpent)의 일부인 이 전투는 2006년에 벌어진 2차 모가디슈 전투와 구별코자 "제1차 모가디슈 전투"라고도 불린다.

## 작전 내용
지상 병력은 미국 육군 델타 포스, 75 레인저 연대, 미국 해군 네이비 실, 공중 병력으로는 제160특수작전항공연대와 미국 공군 낙하구조대/미국 공군 전투통제팀으로 구성된 태스크포스 레인저가 아이디드 민병대를 지도하는 사람들을 잡고자 모가디슈 변방을 공격하는 작전을 수행하고 있었다.
당일, 강습부대는 항공기 19대, 차량 20대와 병력 210명으로 구성돼 아이디드의 참모들이 회의하는 호텔 올림픽을 급습해 다수를 체포했으나 작전 중 UH-60 블랙호크 2대가 민병대가 발사한 RPG-7에 피격해 격추되고 3대가 손상됐다. 병사들 중 일부는 부상한 채로 귀환 가능했지만, 나머지는 추락한 UH-60 조종사들을 구출코자 추락 현장에서 머물렀는데 아이디드를 지지하는 민병대가 사방에서 미군들을 압박하면서 시가지 전투는 날이 샐 때까지 계속됐다. 미국 75 레인저 연대 제2군 소속 하사 도미닉 필라는 소말리아 민병대 반군에게 피살돼 모가디슈 전투 최초 전사자로 기록됐다.
10월 4일, 압박하는 미군들을 구출코자 다국적군이 임시로 급조되어 모가디슈 시내로 투입됐다. 이 부대는 말레이시아와 파키스탄과 미국의 10 산악 사단과 험비로 구성됐고 파키스탄군의 미국제 M-48과 말레이시아군의 병력 수송 장갑차인 콘도르 장갑차 100대로 구성되었다. 공중 엄호는 미국의 A/MH-6 리틀버드와 MH-60 블랙호크가 맡았다.
이 기동대는 첫 번째 추락 현장에 도착해서 갇혔던 병사들을 구출했다. 두 번째 추락 현장은 민병대에 피격돼 유일하게 생존한 조종사인 준위 마이클 듀란트는 전쟁 포로가 되었으나 추후에 석방됐다. 준위 마이클 듀란트를 구출코자 투입된 델타포스 소속 랜디 셔그하트와 게리 고든은 전사했다.
소말리아 희생자 숫자는 확실히 알 수 없으나 미국에서 제시한 추정치를 보면, 모가디슈 전투에서 소말리아 민간인과 민병대 1,000명에서 2,000명이 죽고 3,000명에서 4,000명이 부상했다. 책 《블랙호크 다운》에서는 소말리아 민병대가 700명 이상이 죽고 1,000명 이상이 부상당했다고 추정했다. 미군 19명이 전사하고 80명이 부상했다. 국제연합 평화유지군(UNPF)에서는 말레이시아 군 1명이 전사하고 7명이 부상했으며, 파키스탄 군은 24명이 전사하고 2명이 부상했다.
아이디드는 1996년 내전에 휘말려 전투 중 피격해 전사했고 미군 지휘관인 장군 개리슨도 아이디드가 전사한 다음날 퇴역했다. 결국 모가디슈 전투에서 미군이 거둔 소득은 전혀 없었다. 마크 보우든은 《블랙 호크 다운》을 통해 “당시 미국 군대 철수는 잘못이었고 이것은 세계의 테러분자들에게 미국은 병사 몇 명 죽으면 퇴각한다는 인상을 심어 주었을 뿐”이라고 주장한다.
모가디슈 전투는 책 《블랙 호크 다운》과 영화 《블랙 호크 다운》의 동기가 됐다.

## 관련 작품
- 영화 《블랙 호크 다운》
- 영화 《말밧: 미션 바카라》

## 같이 보기
- 소말리아
- 소말리아 내전